# Phenacharopa novoseelandica
Phenacharopa novoseelandica är en snäckart som först beskrevs av Ludwig Pfeiffer 1853.  Phenacharopa novoseelandica ingår i släktet Phenacharopa och familjen Charopidae. Inga underarter finns listade i Catalogue of Life.